# Fondazione Sindika Dokolo
La Fondazione Sindika Dokolo è una fondazione culturale con sede a Luanda in Angola.
La fondazione è sostenuta e presieduta da Sindika Dokolo e diretta da Fernando Alvim che ne è il vicepresidente. Tra i consulenti della fondazione vi è Simon Njami.
La fondazione si occupa di conservare, promuovere e arricchire la collezione Sindika Dokolo e di sostenere la Triennale di Luanda. La fondazione è promotrice nel 2007 della mostra Check List Luanda Pop, progetto a latere della Biennale di Venezia.

## Collezione di arte contemporanea di Sindika Dokolo
La collezione nasce dall'acquisto della collezione Hans Bogatzke, dopo la morte del collezionista. Fernando Alvim è il responsabile della collezione e dell'acquisto di nuove opere; l'acquisto è in particolare attento alla produzione di giovani artisti e alla raccolta di video e di installazioni.
La collezione è costituita da opere di importanti artisti, con una specifica attenzione agli artisti africani e della cosiddetta diaspora africana. Tra gli artisti presenti nella collezione vi sono:
- Sergio Afonso
- Abdallah Ajaba
- Fanizani Akuda
- Fernando Alvim
- Ghada Amer
- El Anatsui
- Owusu Ankomah
- Tyrone Appollis
- Art Middle
- Oladélé Bamgboyé
- Miquel Barceló
- Manuel Fernando Bata
- Keston Beaton
- Mario Benjamin
- Willi Bester
- Bili Bidjocka
- Art Bodo
- Tiago Borges
- Willem Boshoff
- Botalatala
- Roger Botembe
- Zoulikha Bouabdellah
- Jimoh Buraimoh
- Mohamed Charinda
- Cheri Cherin
- Loulou Cherinet
- Soly Cissé
- Sansao Cossa
- Dj Spooky
- Nwjedi Dastani
- George Ebrin Adingra
- Mobido Diallo
- Aboubacar Diané
- Mustapha Dimé
- Dinguo
- Sokari Douglas-Camp
- Jean Dubuffet
- Marlène Dumas
- Efiaimbelo
- Emmanuel Ekefrey
- Dog Figner
- Abrie Fourie
- John Fundi
- Jellel Gastelli
- Kendell Geers
- Tapfuma Gutsa
- Kay Hassan
- Romuald Hazoumé
- Ihosvanny
- Alfredo Jaar
- Jamana
- Prince Olu Junior
- Phineas Kamangira
- Makina Kameja
- Paulo Kapela
- Jak Katarikawe
- Seidou Keita
- Amal Kenawy
- William Kentridge
- Thomas Kgope
- Kiluanji Kia Henda
- Abdoulaye Konaté
- Brehima Koné
- Samson Kuvhengurva
- Kakoma Kweli
- Moshekwa Langa
- LedyCheik
- Goddy Leye
- Samaki Likankoa
- George Lilanga
- Ndary Lô
- El Loko
- Albert Lubaki
- Toma Muteba Luntumbue
- Mabinla
- Michèle Magema
- Valente Malangatana
- Mangena
- Joram Mariga
- Bernhard Matemera
- Kivuthi Mbuno
- Zachariah Mbutha
- Santu Mofokeng
- Moke
- Yogo Ambake Moseka
- Lemon Moses
- Nastio Mosquito
- Fatmi Mounir
- Seymond G. Mpata
- Hashimu Mruta
- Zwelethu Mthethwa
- John Muafangejo
- Cosmos Muchenje
- Thomas Mukarogbwa
- Nicholas Mukonberanwa
- Henry Munyaradzi
- Lemming Munyoro
- Ndilo Mutima
- Josef Muzondo
- Ingrid Mwangi
- David Nal-Vad
- Josef Ndandarika
- Ndlozy
- Alexis Ngom
- Julius Njau
- Aimé Ntakiyica
- Chris Ofili
- Olu Oguibe
- Rufus Ogundele
- Asiru OLatunde
- Antonio Ole
- Bruce Onobrakpeja
- Eileen Perrier
- Pili Pili
- Rodney Place
- Bakari Quattara
- Tracey Rose
- Ruth Sacks
- Samaki
- Aluessi Samaki
- Chéri Samba
- Brighton Sango
- Berni Searle
- Johannes Segogela
- Yinka Shonibare
- F. Shumba
- Sim Simaro
- Ancent Soi
- Victor Sousa
- Maitre Syms
- Bernhard Takawira
- John Takawira
- Pascale Marthine Tayou
- François Thango
- Cherif Thiam
- Eduardo Saidi Tingatinga
- Cyprien Tokoudagba
- Sidiki Traoré
- Seven Seven Twins
- Minnette Vári
- Viteix
- Sane Wadu
- Andy Warhol
- Sue Williamson
- Yonamine
- Gavin Young
- Malam Zabeirou

La collezione Sindika Dokolo è definita dal suo curatore Fernando Alvim come una collezione africana di arte contemporanea. L'enfasi non è posta sulla nazionalità degli artisti della collezione ma sulla sede della raccolta e sulla nazionalità e il legame con l'Africa del suo collezionista. La collezione Sindika Dokolo è una delle poche collezioni d'arte con sede in Africa.
Le opere della collezione sono esposte all'interno della Triennale di Luanda e di esposizioni internazionali tra le quali SD Observatorio, Africa Screams, Beyond Desire, Chéri Samba, Horizons, Voices, Looking Both Ways.